# Bobolin (powiat policki)
Bobolin (niem. Boblin) – osada w Polsce położona w województwie zachodniopomorskim, w powiecie polickim, w gminie Kołbaskowo, położona w odległości 10 km na zachód od Szczecina.
W latach 1975–1998 miejscowość należała administracyjnie do województwa szczecińskiego.
Pierwsze wzmianki o wsi pochodzą z 1323 roku jako Bobelin. W roku 1996 otwarto przejście graniczne małego ruchu granicznego Bobolin-Schwennenz, które funkcjonowało do 21 grudnia 2007 roku.
We wsi rozpoczyna się  szlak rowerowy „Szlak Parków i Pomników Przyrody” prowadzący przez Dobrą i rezerwat przyrody Świdwie do Trzebieży.

## Zabytki
W centrum wsi, na niewielkim wypiętrzeniu, znajduje się zabytkowy kościół z przełomu XV i XVI wieku.

## Transport
Bobolin połączony jest ze Szczecinem miejską linią autobusową.

## Osoby związane z Boblinem
- Meinhard Nehmer (ur. 13 stycznia 1941 we wsi Boblin, dziś Bobolin) lekkoatleta i bobsleista niemiecki